# Torpeda 53-65
Torpeda 53-65 – radziecka torpeda ciężka przeznaczona do zwalczania jednostek nawodnych wyposażona w układ samonaprowadzania na cel jego śladem torowym. Z uwagi na zastosowany utleniacz w postaci stężonego 85–98% nadtlenku wodoru (j. ang. high-test peroxide – HTP), jedna z najniebezpieczniejszych w przechowywaniu i użyciu torped na świecie. Po wywołanej przez HTP katastrofie brytyjskiego HMS „Sidon” (P259) w 1955 roku, torpedy z HTP zaprzestano użytkować w państwach NATO. Używane są w Rosji, stały się przyczyną katastrofy „Kurska” (wybuchła 65-76, torpeda zbliżona do 53-65).
W torpedy 53-65 uzbrojony jest między innymi okręt podwodny ORP „Orzeł” projektu 877E – polski okręt używa torped w wersji 53-65KE (eksportowa), w której niebezpieczny, wysokostężony nadtlenek wodoru został zastąpiony mniej niebezpiecznym tlenem. Polska kupiła ich 21.